# Eric Stadie
Eric Stadie (* 7. Juni 1996 in Berlin; jetzt Eric Stadie-Seeber) ist ein deutscher Volleyball- und Beachvolleyballspieler.

## Karriere Halle
Stadie begann in seiner Jugend mit dem Volleyball beim SCC Berlin. 2012 wechselte er seinen Heimatverein und spielte verschiedene Nachwuchsmeisterschaften für den Berliner VV. Zeitgleich spielte er 2012 und 2013 beim Juniorenteam VC Olympia Berlin in der Regionalliga Nordost. Von 2014 bis 2016 wechselte er auch in die 1. Männermannschaft des Berliner VV und spielte in der 3. Liga Nord. Seit 2017 spielte Stadie für den SV Lindow-Gransee in der 2. Bundesliga Nord. Hier gewann er 2018/19 die Vizemeisterschaft und 2020/21 die Meisterschaft. 2023 wechselte er zu den VBK Wörther-See-Löwen nach Klagenfurt. 2024 kehrte er nach Lindow-Gransee zurück.

## Karriere Beach
Stadie begann 2011 mit Beachvolleyball. Mit Lukas Doberenz gewann er 2011 die Bronzemedaille beim Bundespokal in Damp. An der Seite des Berliners Felix Göbert wurde er 2012 Bundespokalsieger. 2013, 2014 und 2015 wurde er Deutscher Meister im Juniorenbereich (U18, U20, U20) und in den Bundeskader Beachvolleyball berufen (2013). 2013 wurde er außerdem Vierter bei der U18-Europameisterschaft in Maladsetschna (Belarus). 2013 und 2014 spielte Stadie an der Seite von seinem älteren Bruder René Stadie, mit dem er 2014 das erste Mal einen Smart Beach Cup spielte und überraschend die Qualifikation schaffte (am Ende siebter Platz). 2014 nahm Stadie außerdem an den Olympischen Jugendspielen in Nanjing teil und wurde Fünfter. Ab 2015 spielte Stadie mit Toni Hellmuth, mit dem er zum ersten Mal die Qualifikation für die Deutsche Beachvolleyball-Meisterschaft 2015 schaffte. Dort konnten sie überraschend in der ersten Runde das Team Alexander Walkenhorst / Marcus Popp schlagen und landeten am Ende auf Platz neun. An der Seite von Sebastian Fuchs stand Stadie in Sankt Peter-Ording zum ersten Mal in einem Smart Beach Tour Finale. Auch 2016 qualifizierte sich Stadie mit Toni Hellmuth für die Deutsche Beachvolleyball-Meisterschaft 2016 und wurde wiederum Neunter. 2017 war Sebastian Fuchs sein fester Partner. Beim Smart Beach Cup in Duisburg konnten die beiden ihren ersten gemeinsamen Turniersieg auf der deutschen Tour feiern. Im September wurden Fuchs/Stadie deutscher Vizemeister. Stadie spielte 2018 auf der nationalen Techniker Beach Tour an der Seite von Marcus Popp. Im Juli wurde er zusammen mit Dan John in München Studentenweltmeister. Auf der World Tour 2018 und 2019 waren Robin Sowa und Paul Becker seine Partner. Mit Dan John startete Stadie auf der nationalen Techniker Beach Tour 2019. Bestes Ergebnis war hier ein zweiter Platz auf Fehmarn. Auf der World Tour 2019 landete er mit Armin Dollinger beim 3-Sterne-Turnier in Jūrmala auf Platz vier. Bei der deutschen Meisterschaft erreichten Stadie/John Platz fünf. 2020 wurde Stadie an der Seite von Interimspartner Nils Ehlers zum zweiten Mal deutscher Vizemeister. Bei der German Beach Trophy 2021 spielte Stadie beim ersten Turnier im Januar in Düsseldorf zusammen mit dem Kieler Milan Sievers, die beiden reisten nach der ersten Woche allerdings verletzt ab. Beim zweiten Düsseldorfer Turnier im März spielte er mit Jannik Kühlborn verletzungsbedingt nur in der zweiten Woche. Im Mai spielten Kühlborn/Stadie zusammen mit Max Betzien und Dirk Westphal als Viererteam auf der „Squad Battle“ in Düsseldorf. Anschließend musste Stadie wegen der langwierigen Verletzung die Beachsaison 2021 beenden.
Seit 2022 ging er nach seiner Verletzungspause wieder mit Jannik Kühlborn in den Sand. Nach zwei Finalniederlagen gegen die Poniewaz-Brüder bei der German Beach Tour 2023 konnten sich Kühlborn/Stadie schließlich bei den Zwillingsbrüdern revanchieren und gewannen den zweiten Stopp in Düsseldorf. Bei der deutschen Meisterschaft in Timmendorfer Strand wurden sie Siebte. Außerdem wurde Stadie zum MVP der German Beach Tour 2023 gekürt. Auf der Future-Turnier der World Beach Pro Tour in Brünn erreichte Stadie mit Momme Lorenz Platz drei. 2024 ist Lorenz sein Standardpartner. Auf der German Beach Tour gelang den beiden jeweils ein zweiter Platz bei den Turnieren in Heidelberg und in Kühlungsborn. Bei der deutschen Meisterschaft wurden sie Siebte. Im Oktober trennten sich die beiden.